# 19969 Davidfreedman
19969 Davidfreedman este un asteroid din centura principală de asteroizi.

## Descriere
19969 Davidfreedman este un asteroid din centura principală de asteroizi. A fost descoperit pe 11 august 1988 la Siding Spring de Andrew J. Noymer. Asteroidul prezintă o orbită caracterizată de o semiaxă mare de 2,36 ua, o excentricitate de 0,04 și o înclinație de 6,8° în raport cu ecliptica.